# Fehérpamacsos selyemmajom

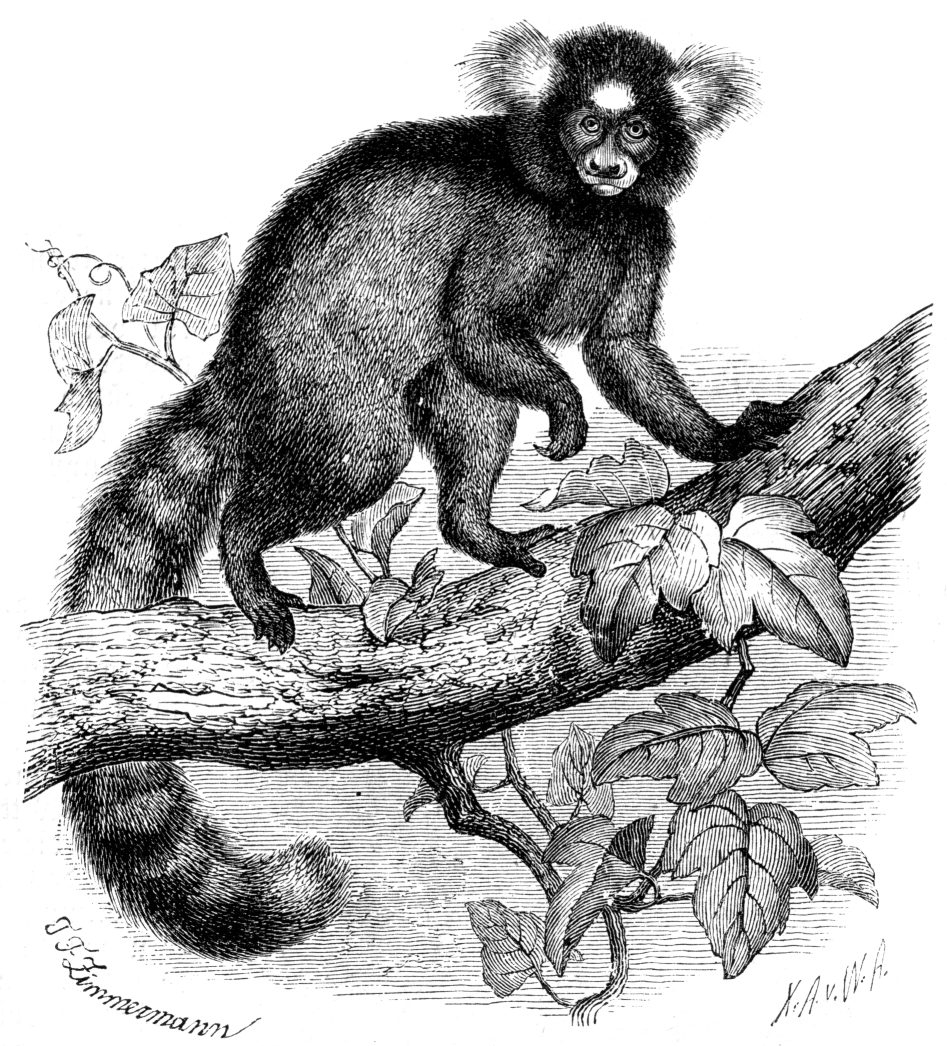
Rajz a fehérpamacsos selyemmajomról

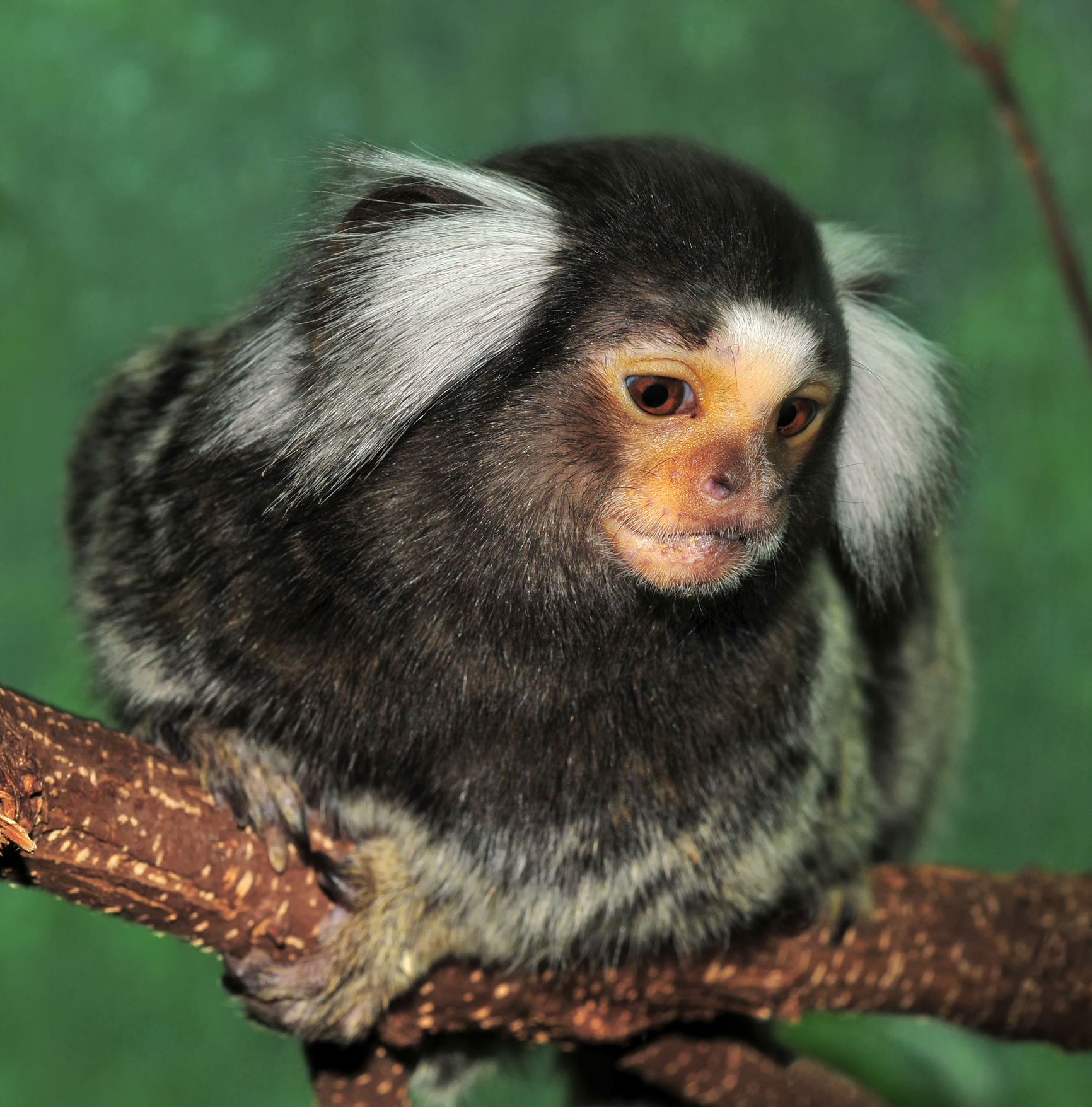
Fehérpamacsos selyemmajom portré

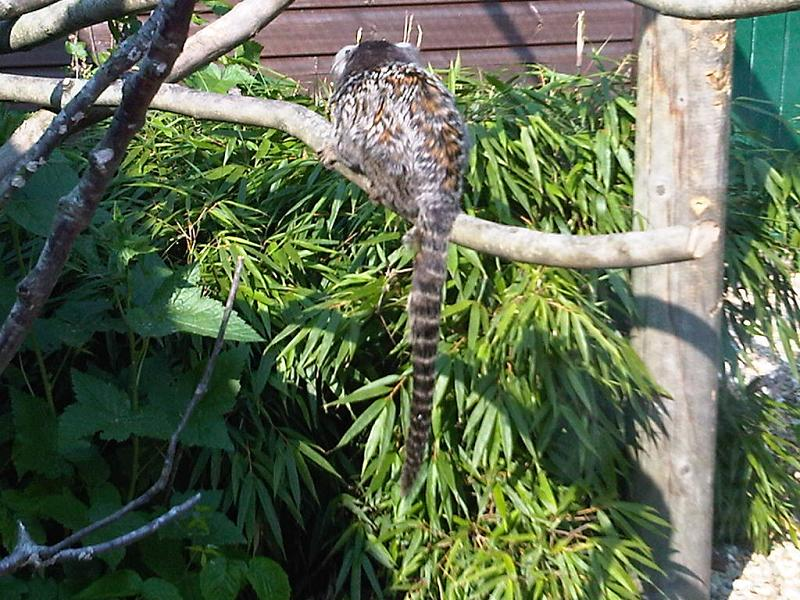
A hátának mintázata

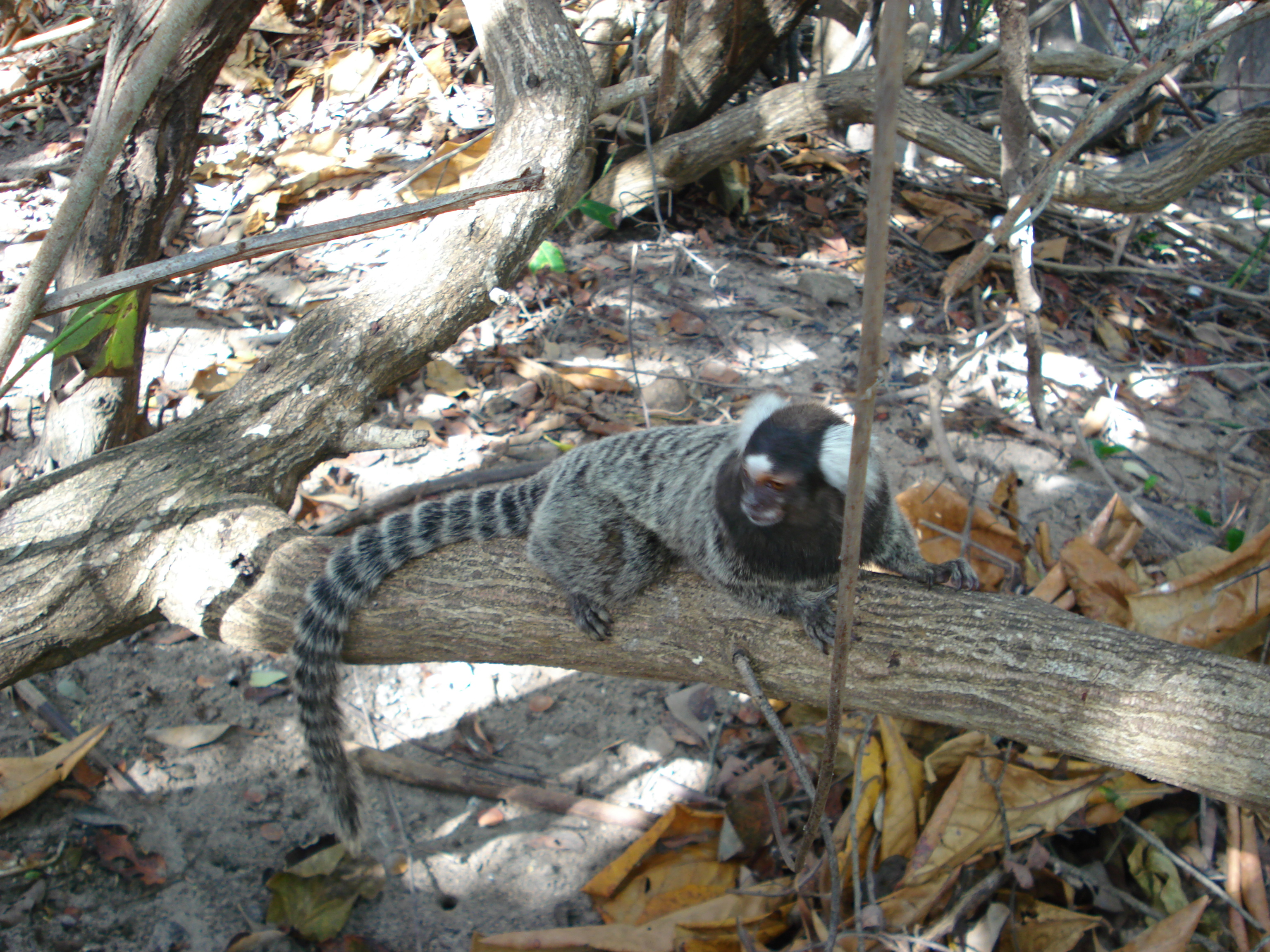
A farka hosszú

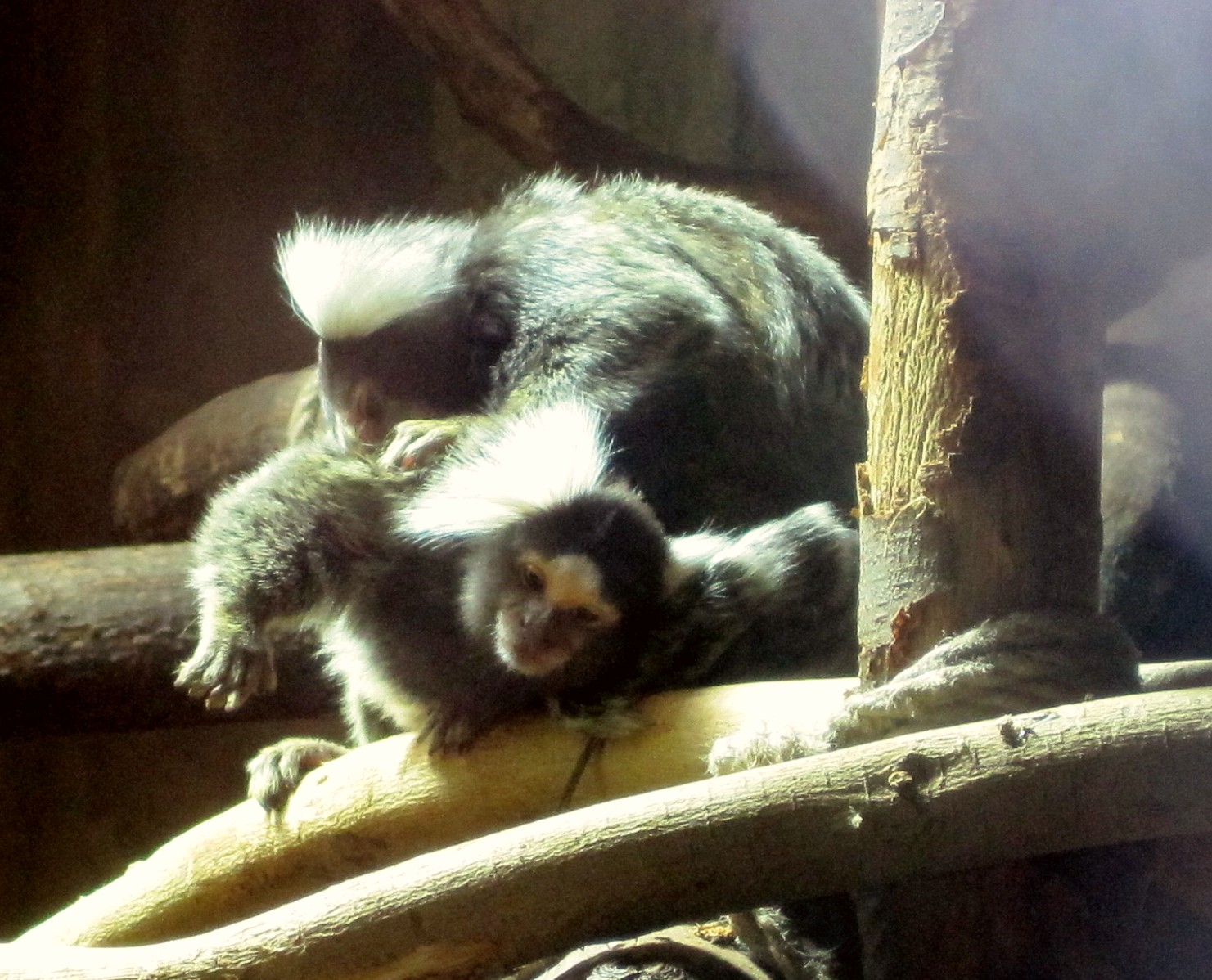
Kurkászás

A fehérpamacsos selyemmajom vagy más néven közönséges selyemmajom (Callithrix jacchus) a csuklyásmajomfélék (Cebidae) családjába és azon belül a karmosmajomformák (Callitrichinae) alcsaládjába tartozó faj. Családjából ez a leginkább ismert faj és egyben nemének a típusfaja is.

## Előfordulása
A közönséges selyemmajom eredetileg csak Brazília északkeleti részén (Alagoas, Maranhão, Paraíba, Pernambuco, Piauí és Rio Grande do Norte államok területén) élt. Mára Brazília délkeleti részébe (Bahia, Minas Gerais, Espírito Santo, Paraná, Santa Catarina, Sergipe, São Paulo  és Rio de Janeiro államokba) és Argentína északi részébe is betelepítették.
A legkülöbözőbb típusú erdőket lakja, megtalálható a folyami erdőktől és a szavannaszerű  Caatingától a párás atlantiszi partokig. Alkalmazkodóképessége miatt ültetvényeken és parkokban, száraz másodlagos területeken is megtelepedhet.

## Megjelenése
A fehérpamacsos selyemmajom 14-18 centiméter hosszú. A hímek átlagos testmagassága 188 mm, testsúlya 256 g; a nőstények átlagos testmagassága 185 mm, testsúlya 236 g. Ehhez jön a testénél kétszer hosszabb farok (28–36 cm).  Teste foltos szürkésbarna, feje búbja feketés, a homlokán fehér folttal. Hátán világos csíkok futnak végig. Feje barna; jellegzetesek a hosszú, fehér, bozontos fülbojtok. Farka szürke-fehér gyűrűs.  Végtagjai rövidek, lábain karmokkal; csak a nagylábujja visel körmöt. Ez segíti mozogni a fákon. A hím és a nőstény hasonló. Fogazata és vakbele is a főként gyümölcs alapú táplálkozáshoz alkalmazkodott.

## Életmódja
Az Atlanti-erdőség parti- és galériaerdeiben és bozótos szavannáin élő, igen jól alkalmazkodó faj. Kisebb, átlagosan 9, de akár  15 fős csoportokban él, melyek többnyire egyetlen szülőpárból és azok különböző korú utódjaiból állnak. A csapatban élhetnek a domináns pár szülei és testvérei is.   A nőstények rendszerint közelebbi rokonok, mint a hímek. A domináns nősténnyel rokon hímek nem párzanak. A csoportot elhagyó tagok rendszerint ivarérettek; a távozás oka ismeretlen. Ha a csapatból kihalnak a szaporodó hímek, akkor rendszerint több részre szakad. Néha két szaporodó nőstény van, többnyire anya és lánya. A többi tag rangját a kora határozza meg.
A csoportok az éjszakát a sűrű bozótban vagy egy fa odvában töltik, a nap legnagyobb részében pedig egyik gyümölcstermő fáról vándorolnak a másikra. A karmosmajmok többségéhez hasonlóan főként a magasabb fákon mozog. Kis mérete miatt ki tud mászni a vékonyabb ágakra is. Az ágakon négy lábon másznak. A csoport úgy közlekedik, hogy miután elérték egy ág végét, átugranak a következőre, ami nagy zajjal jár, így könnyű rájuk találni.
Egy csoport territóriuma 30-60 hektár között változhat, ez annak a függvénye, hogy hány gyümölcstermő fa van a területen. Táplálékuk java része gyümölcsből áll. Emellett fogyaszt fanedveket (gumi, latex, gyanta), illetve rovarokat, pókokat és madártojásokat is. A faváladékok megszerzéséhez karmaival a fába kapaszkodik, majd metszőfogával lyukat vág a fába. A kifolyó váladékot felnyalja. A faváladék táplálékának 20-70%-át teszi ki, főként a gyümölcsben szegény január-április időszakban. Egy lyukra többször is visszatér.
Apró termete miatt képes elfogni a rovarokat; ezek táplálékának 24-30%-át teszik ki.  Emellett fogyaszt még gyümölcsöt, és verseng a tukánnal, a papagájokkal és a Caluromys oposszumokkal. Emellett eszik magvakat, virágokat, gombákat, csigákat, kisebb gerinceseket és tojást is.
A selyemmajmokra (Callithrix, Mico, Cebuella nem) jellemző, hogy sok gyümölcsöt és fanedvet fogyasztanak és táplálékukban kisebb szerep jut az állati eredetű anyagoknak. Velük ellentétben a tamarinok (Saigunus és Leonthopithecus nem) sokkal több állati eredetű táplálékot fogyasztanak. A selyemmajmok és a tamarinok javarészt egymással is testbeszéddel és éles füttyszerű hangokkal kommunikálnak. A csapat tagjai együttműködnek, kölcsönösen segítik egymást még úgy is, hogy nem származik belőle előnyük.
Számos hangzó és látható jelet használnak. A veszélyt félig nyitott szájjal jelzik; a mosoly az agresszió jele; a megalázkodást a résnyire nyitott szemmel való merev bámulás fejezi ki. Ha félnek, akkor fülpamacsaikat a fejükhöz lapítják. Vészkiáltásuk egyre magasodó, szaggatott, ismétlődő kiáltások sorozata, amit rövid csordogáló hívások szakítanak meg. A vészjelzések magas hangúak és rövidek. Hívóhangjuk suttogó  "phees", ami a csapat összetartását, a társak egymásra találását, és a terület védelmezését segíti.. Mellükön és nemi szerveik környékén levő mirigyeik váladékával tárgyakat jelölnek meg; ez jelzi helyzetüklet a csapatban.

## Szaporodása
A csoportban kizárólag egyetlen pár szaporodik. Fogságban a párok jellemzően monogámok, de a természetben a poliandria is előfordul. Ez azt jelenti, hogy a domináns nőstény több hímmel is párzik. Az alárendelt nőstényeknél a peteérés elmarad; ezt a feromonok okozhatják. A kutatások szerint a peteérés az apa jelenlétében elmarad, de ha az apát egy nem rokon hím váltja fel, akkor a peteérés beindul. A domináns nőstény ciklusa az emberéhez hasonló, és hossza hozzávetőlegesen 28 nap, de a ciklus külső jelei nélkül, így havivérzése sincs.
A nőstény évente egyszer vagy kétszer,  mintegy 150 napos vemhessége után egy-négy utódot hoz a világra, a legjellemzőbb azonban a két utódos ikerszülés. Állatkertekben előfordul, hogy évente kétszer is hoz világra utódot, itt még gyakoribbak az ikerszülések. Akár hármas, vagy négyesikrek is születnek. Az emberrel ellentétben nála a szoptatás nem akadályozza a peteérést; a szülés után két héttel ismét fogamzóképes. A szoptatás és a vemhesség egyidejűsége akkora megterhelést jelent, hogy szükség van a többi családtag segítségére.
Az anyához viszonyítva a kölykök már születésükkor is igen nagynak számítanak. Az újszülött ikrek akár anyjuk testtömegének 40%-át is kitehetik. Valószínűleg a nagy születési testméret miatt is, de születés után azonnal az apa veszi át az utódok hordozását és később is csak a szoptatás idejére adja át a kicsiket az anyaállatnak, aki három hónapos korukig szoptatja őket. A kicsik két hetes korukban kezdik felfedezni környezetüket.
Később, ahogy a kölykök fejlődnek, a csoport többi tagja (akik többnyire a kölykök idősebb testvérei) is részt vesz gondozásukban,  olykor átveszik szállításukat az apaállattól, vigyáznak rájuk, játszanak velük és megtanítják őket az önálló táplálékszerzésre. A kölykök egyre több időt töltenek játékkal és a környezet felfedezésével. A domináns egyedeknek szükségük van az alárendeltek segítségére, ezért elnyomják azok szaporodási késztetéseit. A kölykök öt hónapos korukban érik el a serdülőkort; ekkoriban több időt töltenek a csapat többi tagjával, és kivívják a rangsorban elfoglalt helyüket. Ekkoriban születik az újabb adag kölyök, akikkel ők játszanak a legtöbbet. Az ivarérettséget 15 hónapos korukra érik el.
A fiatal állatok életük első néhány évében a szülőcsapattal együtt élnek, néhányuk élete végéig ott marad. Mások elvándorolnak és vagy csatlakoznak egy másik csoporthoz vagy egy másik nemű fiatal egyeddel (amelyik másik csoportból is származik, így nem rokona) új csoportot alapítanak.
A fehérpamacsos selyemmajommok várható élettartama a szabadban 10 év, fogságban jóval tovább, akár 16 évig is elélhetnek.

## Természetvédelmi helyzete
Eredeti élőhelyén a közönséges selyemmajmot is fenyegeti az erdőirtás és veszélyeztettnek minősül. Az 1990-es években a cerrado területének  67%-át használta az ember; újabban több, mint 80%-át műveli. Új hazájában, Brazília déli részén azonban széles körben elterjedt faj. Jól képes alkalmazkodni az ember által megváltoztatott körülményekhez, másodlagos erdőkben illetve bozótosokban is megél, sőt olykor nagyvárosok külső kerületeinek kertjeiben vagy parkjaiban is megtelepszik. Mindezek miatt az IUCN nem veszélyeztetettnek sorolta be.
Fogságban a többi karmosmajomhoz hasonlóan kedvelt és minden bizonnyal ez a leggyakrabban tartott faj. Állatkertekben szinte közönséges fajnak számít, sőt olykor magánszemélyek is tartják, bár tartása különleges táplálékigénye miatt nem könnyű feladat. Az 1960-as évek óta tartják kísérleti és társállatként. Felnövekedve azonban nehéz vele bírni, ezért gyakran szabadon eresztik, vagy megölik. Még ma is kísérleteznek vele, de ma már az alanyok tenyészetekből származnak, azonban még mindig előfordul, hogy vadonból fogják be, hogy fogságban tartsák. A kísérletek témája a viselkedés és a szaporodás vizsgálata, illetve az idegrendszer és a mérgekkel szembeni ellenállóképesség kutatása. Továbbá modellszervezetként használják az emberi betegségek, a fejlődési rendellenességek, az elhízás és az öregedés tanulmányozására. A leggyakoribb kísérleti célra tartott nem emberi majomfaj.
Magyarországon is sok helyen, így a Budapesti Állatkertben, a Debreceni állatkertben, a Miskolci állatkertben, a Győri állatkertben, a Nyíregyházi Állatparkban, a Pécsi Állatkertben is tartják.

## Képek
|  |  |  |

## Fordítás
- Ez a szócikk részben vagy egészben  a   Weißbüschelaffe című német Wikipédia-szócikk fordításán alapul.  Az eredeti cikk szerkesztőit annak laptörténete sorolja fel. Ez a jelzés csupán a megfogalmazás eredetét és a szerzői jogokat jelzi, nem szolgál a cikkben szereplő információk forrásmegjelöléseként.
- Ez a szócikk részben vagy egészben  a   Common marmoset című angol Wikipédia-szócikk fordításán alapul.  Az eredeti cikk szerkesztőit annak laptörténete sorolja fel. Ez a jelzés csupán a megfogalmazás eredetét és a szerzői jogokat jelzi, nem szolgál a cikkben szereplő információk forrásmegjelöléseként.